# Европско првенство у атлетици у дворани 1987 — бацање кугле за жене
Такмичење у бацању кугле у женској конкуренцији на 18. Европском првенству у атлетици у дворани 1987. одржано је 22. фебруара у Лијевену, Француска.
Титулу освојену у Мадриду 1986. није бранила Клаудија Лош из Источне Немачке.

## Земље учеснице
Учествовало је 9 бацачица кугле из 6 земља.
1. Западна Немачка (2))
2. Источна Немачка (2)
3. Совјетски Савез (1)
4. Уједињено Краљевство (2)
5. Шпанија (1)
6. Швајцарска (1)

## Рекорди
Извор:
| Рекорди пре почетка Европског првенства у дворани 1987.     | Рекорди пре почетка Европског првенства у дворани 1987. | Рекорди пре почетка Европског првенства у дворани 1987. | Рекорди пре почетка Европског првенства у дворани 1987. | Рекорди пре почетка Европског првенства у дворани 1987. | Рекорди пре почетка Европског првенства у дворани 1987. |
| ----------------------------------------------------------- | ------------------------------------------------------- | ------------------------------------------------------- | ------------------------------------------------------- | ------------------------------------------------------- | ------------------------------------------------------- |
| Светски рекорд                                              | Хелена Фибингерова                                      | Чехословачка                                            | 22,50                                                   | Јаблонец, Чехословачка                                  | 19. фебруар 1977.                                       |
| Европски рекорд                                             | Хелена Фибингерова                                      | Чехословачка                                            | 22,50                                                   | Јаблонец, Чехословачка                                  | 19. фебруар 1977.                                       |
| Рекорди европских првенстава                                | Хелена Фибингерова                                      | Чехословачка                                            | 21,46                                                   | Сан Себастијан, Шпанија                                 | 13. март 1977.                                          |
| Рекорди после завршеног Европског првенства у дворани 1987. |                                                         |                                                         |                                                         |                                                         |                                                         |
| Нових рекорда није било.                                    |                                                         |                                                         |                                                         |                                                         |                                                         |

## Освајачи медаља
|                                    |                              |                               |
| Наталија Архименко Совјртски Савез | Хајди Кригер Источна Немачка | Хелге Хартвиг Источна Немачка |

## Резултати
Извор:

### Финале
| Пласман | Атлетичарка        | Земља                | Резултат | Белешка |
| ------- | ------------------ | -------------------- | -------- | ------- |
|         | Наталија Архименко | Совјртски Савез      | 20,84    |         |
|         | Хајди Кригер       | Источна Немачка      | 20,02    |         |
|         | Хелге Хартвиг      | Источна Немачка      | 20,00    |         |
| 4.      | Ирис Поцецка       | Западна Немачка      | 18,93    |         |
| 5.      | Штефани Шорп       | Западна Немачка      | 18,55    |         |
| 6.      | Џуди Оукс          | Уједињено Краљевство | 18,14    |         |
| 9.      | Мертл Augee        | Уједињено Краљевство | 17,24    |         |
| 8.      | Урсула Штехели     | Швајцарска           | 17,67    |         |
| 8.      | Маргарита Рамос    | Шпанија              | 14,54    |         |

## Укупни биланс медаља у бацању кугле за жене после 18. Европског првенства у дворани 1970—1987.
|    | Земља                |    |    |    |    |
| -- | -------------------- | -- | -- | -- | -- |
| 1. | Чехословачка         | 8  | 3  | 1  | 12 |
| 3. | Совјетски Савез      | 4  | 3  | 3  | 10 |
| 3. | Источна Немачка      | 3  | 8  | 8  | 19 |
| 4. | Бугарска             | 2  | 0  | 1  | 3  |
| 5. | Западна Немачка      | 1  | 3  | 3  | 7  |
| 6. | Пољска               | 0  | 1  | 0  | 1  |
| 7. | Уједињено Краљевство | 0  | 0  | 1  | 1  |
| 7. | Румунија             | 0  | 0  | 1  | 1  |
|    | Укупно {8}           | 18 | 18 | 18 | 54 |

|     | Атлетичарка        | Земља           |   |   |   |    |
| --- | ------------------ | --------------- | - | - | - | -- |
| 1.  | Хелена Фибингерова | Чехословачка    | 8 | 3 | 0 | 11 |
| 2.  | Надежда Чижова     | Совјетски Савез | 3 | 1 | 0 | 4  |
| 3.  | Иилона Слупјанек   | Источна Немачка | 2 | 1 | 1 | 4  |
| 4.  | Клаудија Лош       | Западна Немачка | 1 | 2 | 0 | 3  |
| 5.  | Маријане Адам      | Источна Немачка | 1 | 1 | 2 | 4  |
| 6.  | Иванка Христова    | Бугарска        | 1 | 0 | 1 | 2  |
| 7.  | Хајди Кригер       | Источна Немачка | 0 | 2 | 1 | 3  |
| 8.  | Антонина Иванова   | Совјетски Савез | 0 | 1 | 2 | 3  |
| 8.  | Ева Вилмс          | Западна Немачка | 0 | 1 | 2 | 3  |
| 10. | Хелма Кноршајт     | Источна Немачка | 0 | 1 | 1 | 2  |
| 11. | Хелке Хартвиг      | Источна Немачка | 0 | 0 | 2 | 2  |